# Minin i Pożarski
Minin i Pożarski (ros. Минин и Пожарский, Minin i Pożarskij) – radziecki dramat historyczny z 1939 roku w reżyserii Wsiewołoda Pudowkina zrealizowany według scenariusza Wiktora Szkłowskiego (na podstawie jego własnej powieści Rosjanie w początkach XVII wieku), opowiadający o walce przywódców antypolskiego pospolitego ruszenia w roku 1612 podczas polskiej interwencji w Rosji.
Oryginalny film miał długość 134 minuty. W 1963 film ocenzurowano do 109 minut. Później również był prezentowany w wersji 125 minut.
Film miał propagandowy wydźwięk antypolski i miał na celu przygotowanie radzieckiego społeczeństwa na agresję ZSRR na Polskę 17 września 1939 roku.

## Obsada
- Aleksandr Chanow jako Kuźma Minin
- Boris Liwanow jako kniaź Pożarski
- Boris Czirkow jako Roman
- Anatolij Goriunow jako hetman Jan Karol Chodkiewicz
- Lew Swierdlin jako książę Grigorij Orłow
- Władimir Moskwin jako Stiepan Choroszew
- Siergiej Komarow jako kniaź Trubieckoj
- Lew Fienin jako pułkownik Smit, szwedzki najemnik
- Michaił Astangow jako król Zygmunt III Waza
- Iwan Czuwielew jako Waśka
- Władimir Dorofiejew jako Owcyn, kuzyn Minina
- Jelizawieta Kuziurina jako żona Pożarskiego
- Nina Nikitina jako Pałaszka
- Piotr Sobolewski jako Anocha
- Jewgienij Gurow
- Michaił Głuzski